# Súria
Súria – gmina w Hiszpanii, w Katalonii, w prowincji Barcelona, o powierzchni 23,53 km². W 2011 roku gmina liczyła 6218 mieszkańców.